# بارك مين ها (ممثلة)
بارك مين ها (من مواليد 2 يوليو 2007) هي ممثلة كورية جنوبية. بدأت بارك حياتها المهنية كممثلة طفلة في عام 2011 ، وظهرت في إنتاجات مثل فيلم كارثة كوريا الجنوبية فلو (2013) ، المسلسل الدرامي الكوري King of Ambition (2013) ،     والفيديو الموسيقي لأغنية K.Will "Love Blossom" (2013).  والدها هو مذيع SBS بارك تشان مين. 

## فيلموغرافيا

### فيلم
| عام                   | لقب           | دور              | Ref. |
| --------------------- | ------------- | ---------------- | ---- |
| 2013                  | أنفلونزا      | كيم مي ريو (مير) |      |
| 2017                  | التنازل السري | كانغ يونا        |      |
| التكليف السري 2: دولي | [ 7 ]         | كانغ يونا        |      |

### مسلسلات تلفزيونية
| عام  | عنوان                       | الدور                                             | قناة البث |
| ---- | --------------------------- | ------------------------------------------------- | --------- |
| 2011 | بنات الأصهار التي لا تقهر   | فيفيانا                                           | ام بي سي  |
| 2012 | عيد الآلهة                  | يونغ سونغ يون وو                                  | ام بي سي  |
| 2012 | أرانج والقاضي               | جسد جديد أرانج ( الكاميو ، الحلقة 20)             | ام بي سي  |
| 2013 | ملكة الطموح                 | جو دا هاي / ها إيون بيول البالغة من العمر 6 سنوات | إس بي إس  |
| 2013 | أواني من الذهب              | جين آه رام                                        | ام بي سي  |
| 2013 | مهرجان الدراما "الاضطرابات" | الشقيقة الصغرى للخادمة شابة ميتة                  | ام بي سي  |
| 2015 | السيدة الشرطية              | سيو ها اون                                        | إس بي إس  |
| 2016 | دبليو                       | الطفلة أوه يون جو ( دور الكاميو )                 | ام بي سي  |
| 2022 | إبتهج                       | الطفلة دو هاي يي                                  | اس بي اس  |

| عام  | لقب                  | شبكة | تلاحظ |
| ---- | -------------------- | ---- | ----- |
| 2014 | حياة الطفولة التحقيق | SBS  | مضيف  |

### أغنية مصورة
| عام  | عنوان الأغنية | فنان  |
| ---- | ------------- | ----- |
| 2013 | "زهرة الحب"   | ك ويل |

## جوائز و ترشيحات
| عام  | جائزة                   | فئة               | عمل معين | نتيجة |
| ---- | ----------------------- | ----------------- | -------- | ----- |
| 2013 | جوائز جراند بيل الخمسين | أفضل ممثلة مساعدة | أنفلونزا | رُشِّح   |

## روابط خارجية
- Park Min-ha على تويتر. باللغة الكورية
- [https://www.instagram.com/MINHA_GWEN/ Park Min-ha

] على إنستغرام باللغة الكورية
- مقهى بارك مين ها فان في داوم باللغة الكورية
- بارك مين ها في هانسينما </img>
- Park Min-ha على قاعدة بيانات الأفلام الكورية